# 빈첸초 몬텔라
빈첸초 몬텔라(이탈리아어: Vincenzo Montella, 1974년 6월 18일 이탈리아 포밀리아노다르코 ~ )는 이탈리아의 전직 축구 선수이자 현 축구 지도자로 현재 튀르키예 축구 국가대표팀의 사령탑을 맡고 있으며 현역 시절 포지션은 공격수였다.

## 개요
선수 시절 별명은 작은 비행기(L'Aeroplanino)였는데 이러한 별명이 붙은 이유는 골 세리머니를 할 때 작은 몸과 판을 펼치는데 그 모습이 비행기의 날개처럼 보였기 때문에 이러한 별명이 붙었으며 기회를 잘 살리는 선수로 잘 알려져 있다.

## 대회 성적

### 클럽 (선수)[1]
제노아 CFC
- 코파 안글로-이탈리아나 : 우승 (1995-96)

AS 로마
- 세리에 A : 우승 (2000-01), 준우승 (2001-02, 2003-04, 2005-06)
- 코파 이탈리아 : 준우승 (2002-03, 2004-05, 2005-06)
- 수페르코파 이탈리아나 : 우승 (2001)

### 국가대표팀 (선수)
이탈리아
- UEFA 유럽 축구 선수권 대회 : 준우승 (2000)

### 클럽 (지도자)
AS 로마 (감독 대행)
- 코파 이탈리아 : 4강 (2010-11)

ACF 피오렌티나
- 세리에 A : 4위 (2012-13, 2013-14, 2014-15)
- 코파 이탈리아 : 준우승 (2013-14), 4강 (2014-15)
- UEFA 유로파리그 : 4강 (2014-15)

AC 밀란
- 수페르코파 이탈리아나 : 우승 (2016)

 세비야 FC
- 코파 델 레이 : 준우승 (2015-16)

 아다나 데미르스포르
- 튀르키예 쉬페르리그 : 4위 (2022-23)

### 개인 수상
- AS 로마 명예의 전당 : 2013[2]
- 엔초 베아르초트상 : 2013[3]

### 훈장
5th Class / Knight: Cavaliere Ordine al Merito della Repubblica Italiana: 2000